# Бутрамеевка
Бутраме́евка (бел. Бутрамееўка) — деревня в составе Следюковского сельсовета Быховского района Могилёвской области Республики Беларусь.

## Население
- 2010 год — 27 человек